# وزير (مقاطعة ديواندرة)
وزير (بالفارسية: وزیر) هي منطقة سكنية تقع في قسم قراتورة الريفي (مقاطعة ديواندرة) في إيران. يقدر عدد سكانها بـ 454 نسمة .